# Mattervispa
Die Mattervispa ist der 30 km lange linke Quellfluss der Vispa im Mattertal im Schweizer Kanton Wallis. Sie vereint sich bei Stalden mit der Saaservispa zur Vispa.

## Geographie
Der Fluss entsteht durch den Zusammenlauf von Zmuttbach und Gornera oberhalb von Zermatt auf der Höhe von 1624 m Die weiten Gebirgstäler dieser beiden Wildbäche machen einen bedeutenden Teil des Einzugsgebiets der Mattervispa aus. Diese nimmt noch am Ortsrand von Zermatt von rechts den Findelbach auf und durchquert in einem zwei Kilometer langen, befestigten Kanal die Siedlung. Im Ortszentrum mündet nahe bei der Pfarrkirche von Zermatt von links der Triftbach in die Mattervispa. Die Gornergratbahn überquert den Fluss kurz nach ihrer Talstation.
Unterhalb von Zermatt fliesst der Wildbach durch ein schmales, manchmal schluchtartiges Tal in nordöstlicher Richtung zur Ebene von Täsch (1439 m) hinunter. Das Gleis der Visp-Zermatt-Bahn und die Strasse Zermatt-Täsch liegen meistens in der Nähe des Flusses. In Täsch, wo die Hauptstrasse 213 endet, mündet der Täschbach in die Mattervispa. Der Fluss verläuft durch Randa und St. Niklaus, wo der Jungbach in das Tal hinunterfliesst.
Bei Stalden vereint sich die Mattervispa mit der von rechts kommenden Saaservispa. Sie bilden von da an die Vispa, die nach ihrem Lauf von acht Kilometern in die Rhone mündet.
Unterhalb von Randa wurde der Fluss 1991 durch den Bergsturz von Randa verschüttet. Anschliessend entstand hinter dem Gerölldamm ein See, der nach dem Ausheben eines neuen Flussbetts am Rand des Schuttkegels wieder abfliessen konnte. Auch das Trasse der Bahnlinie und die Hauptstrasse 213 mussten damals in diesem Abschnitt verlegt und neu gebaut werden.

## Brücken
Die Mattervispa wird von mehr als 50 Brücken und Stegen überspannt. 13 Flussübergänge bestehen allein in Zermatt. Bei Stalden stehen über der tiefen Schlucht des Flusses neben zwei neueren Strassenbrücken noch zwei bedeutende historische Brücken: die 1545 von Baumeister Ulrich Ruffiner gebaute Chibrigga und die Merjubrigga von 1930.

## Bilder

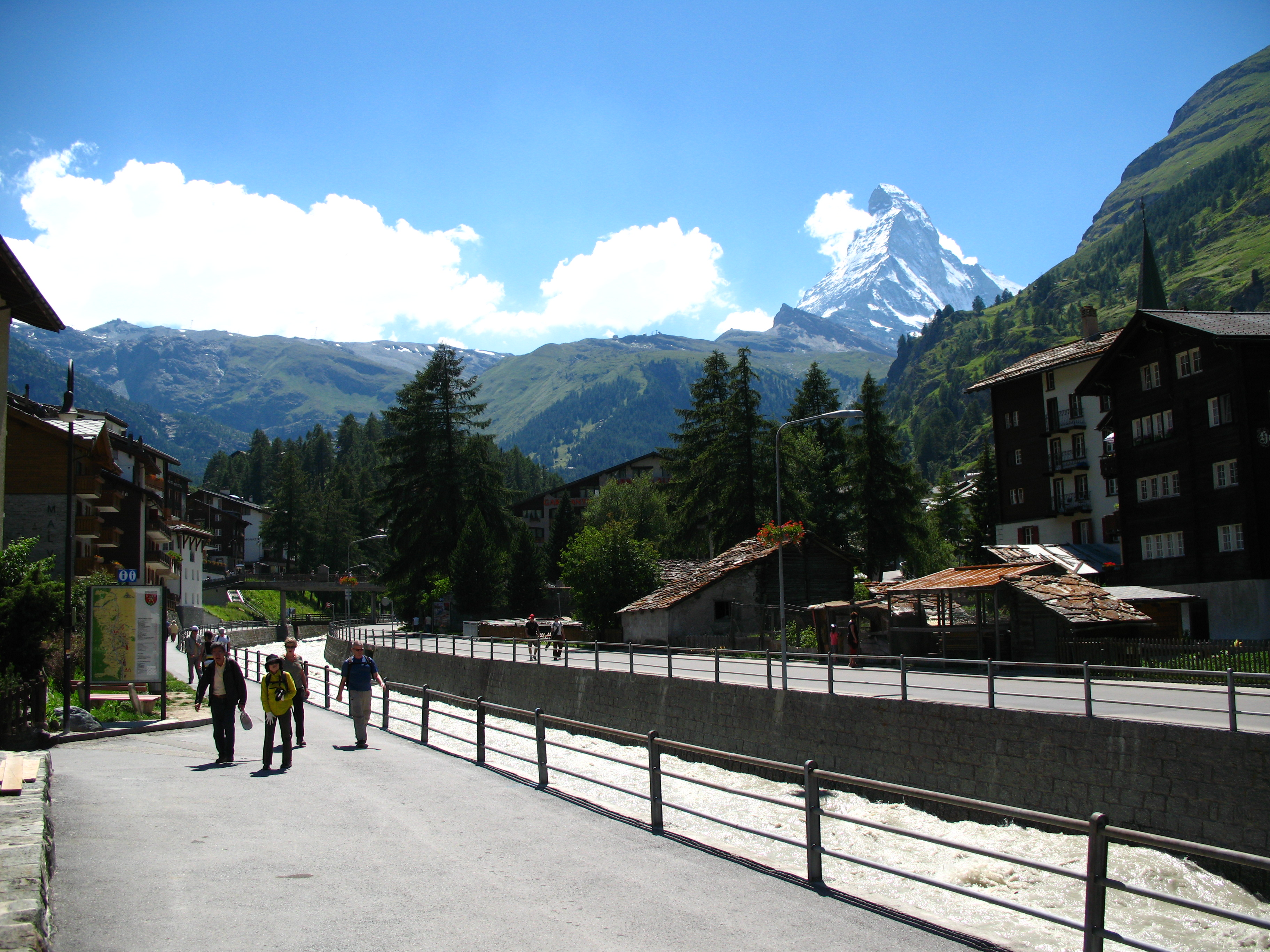
In Zermatt
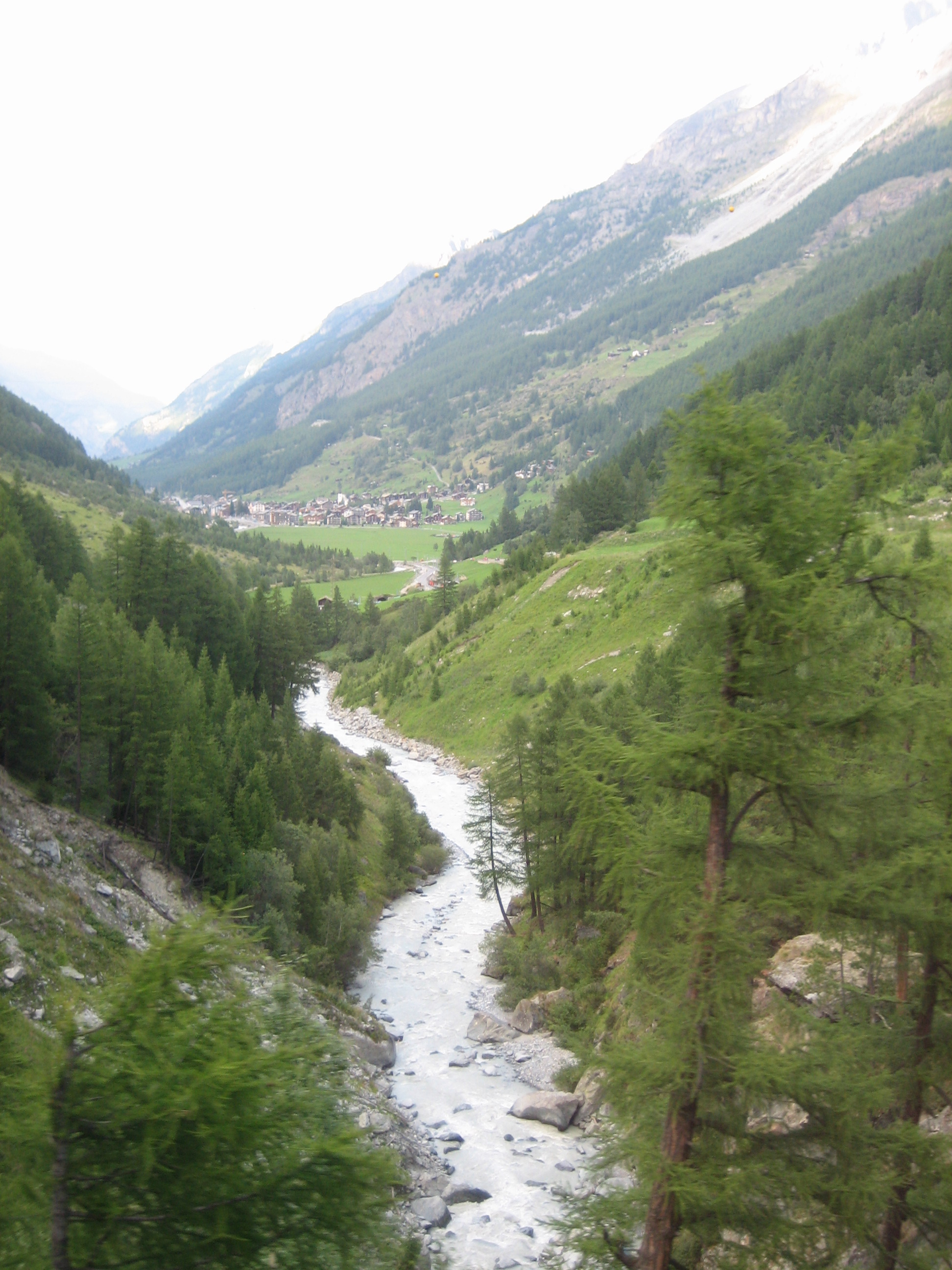
Zwischen Zermatt und Täsch
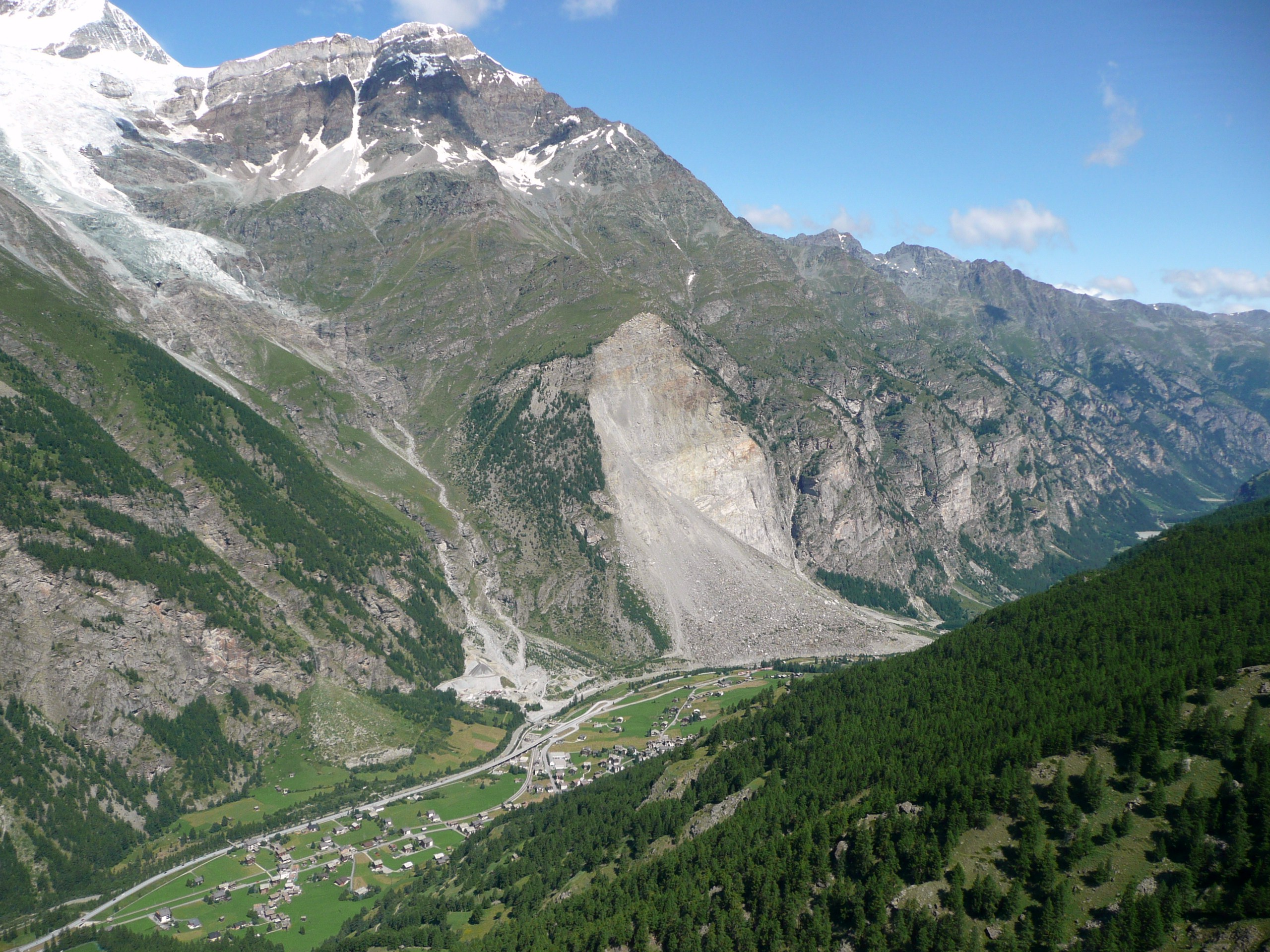
Mattervispa unterhalb von Randa mit dem Bergsturz von 1991
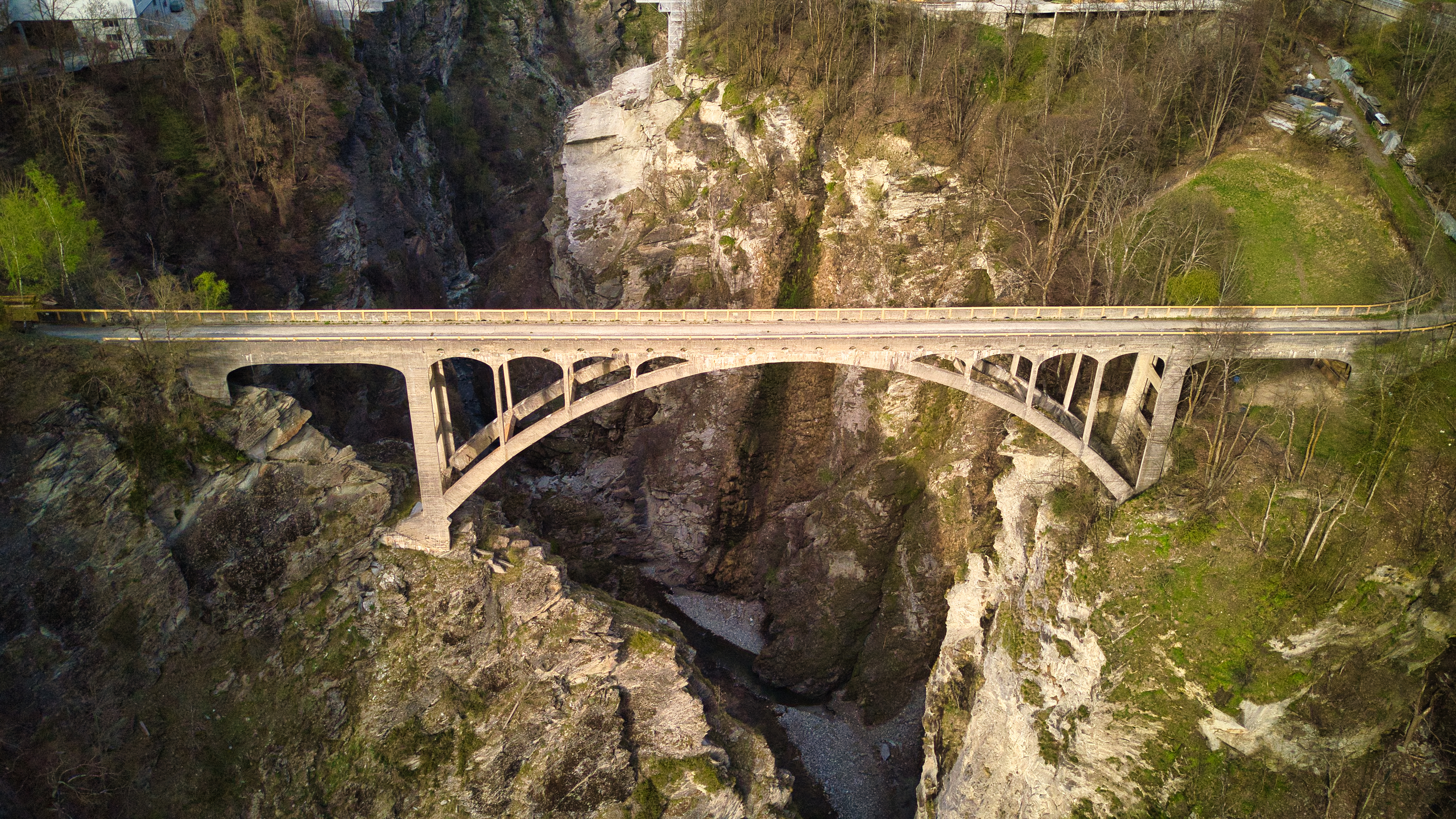
Merjubrigga